# Styrax warscewiczii
Styrax warscewiczii là một loài thực vật có hoa trong họ Bồ đề. Loài này được Perkins miêu tả khoa học đầu tiên năm 1901.